# Acacia pterygocarpa
Acacia pterygocarpa é uma espécie de leguminosa do gênero Acacia, pertencente à família Fabaceae.